# Atletismo nos Jogos Pan-Americanos de 1967 - Maratona masculina
A prova da maratona masculina nos Jogos Pan-Americanos de 1967 foi realizada em Winnipeg, Canadá.

## Medalhistas
| Ouro                    | Prata                      | Bronze                      |
| Andy Boychuk CAN Canadá | Agustín Calle COL Colômbia | Alfredo Peñaloza MEX México |

## Resultados
| Posição           | Nome              | Nacionalidade      | Tempo   | Notas |
| ----------------- | ----------------- | ------------------ | ------- | ----- |
| Medalha de ouro   | Andy Boychuk      | CAN Canadá         | 2:23:02 |       |
| Medalha de prata  | Agustín Calle     | COL Colômbia       | 2:25:50 |       |
| Medalha de bronze | Alfredo Peñaloza  | MEX México         | 2:27:48 |       |
| 4                 | Manuel Carmona    | MEX México         | 2:29:11 |       |
| 5                 | James McDonagh    | USA Estados Unidos | 2:29:25 |       |
| 6                 | Victoriano López  | GUA Guatemala      | 2:41:34 |       |
| 7                 | John Mowatt       | JAM Jamaica        | 2:54:52 |       |
| 8                 | Alejandro Mendoza | PER Peru           | 3:06:19 |       |